# 1932 în televiziune
1932 în televiziune a implicat o serie de evenimente notabile.
- 22 august - BBC începe să transmită un serviciu de televiziune regulat, folosind un sistem cu 30 de linii inventat de inginerul John Logie Baird.